# スクールバス (アメリカ合衆国)
この項では、アメリカ合衆国におけるスクールバスについて述べる。

## 概要
アメリカ合衆国においてschool busという語は「通学や郊外活動の際に生徒を乗せることを目的として設計・生産されたバス車両」を指し、1827年にイギリスで馬による牽引の25人乗りタイプが登場したのが発祥である。
北米大陸では登場当初から連邦法や各州法などによってスクールバスは他のバスと外観で区別できるようにすることが義務付けられ、連邦安全規格（Federal safety standards）では、スクールバスは黄色（スクールバス・イエロー）の塗装と安全・警告のための独自の装備を有すことが要求された。また、スクールバスの利用に際しては、保護者らに金銭的な負担を要求することはほとんど無い。アメリカでは単に「スクールバス」と言った場合は基本的に車両そのもののことを指すことが多いが、アメリカ以外では通学の便に供されるバス全体を指すことが多い。
アメリカでは、毎日48万台以上のバスが計2600万人、毎年のべ100億人の生徒を乗せて走っている。特に、郊外・田舎の生徒の半数以上がスクールバスを利用している。スクールバスは校区ごとにリース、購入されるなどして管理されているが、米国内の約40%の校区はスクールバス・コントラクター（スクールバスを代理運行する民間会社の一般名称）へ委託して運行している。

## 北米における車体の歴史

### 初期 (19世紀 - 1930年代)

#### 馬車式

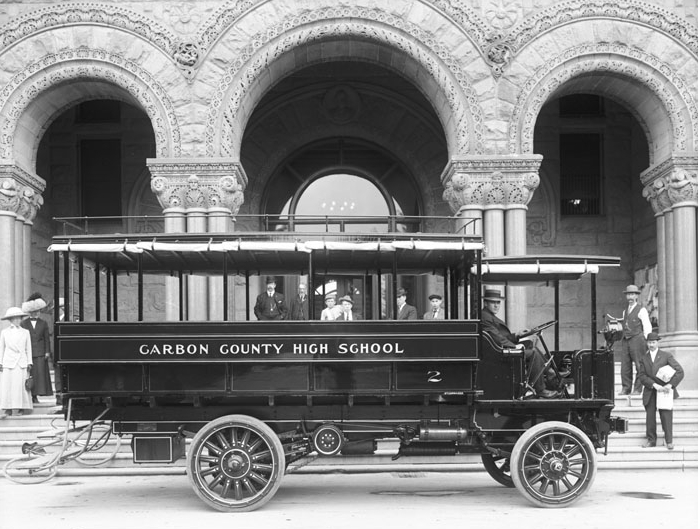
1912年以降のスクールバス

馬車式のスクールバスは英語でキッドハック（Kid hack）と呼ばれるが、ハックとは馬に牽引される車両の総称である。
1837年アメリカにてウェイン・ワークス（ウェイン社の前身）が設立されたが、1880年までに、一般的にキッドハックと呼ばれる児童・生徒輸送用の馬車を生産する会社として知られるようになった。キッドハックの他、スクールハック（school hacks）、スクールカー（school cars）などとも呼ばれた。
“馬なし”スクールバスの理念は、キッドハックに続くものとして今でも続いているが、当初は馬車を牽引中の馬が驚くことのないような見た目で作られた。多くのキッドハックは、その外周に沿うようにしてベンチシートを設けていた。初期のスクールバスは、家と学校を行き来するのに子供がひとりで歩いて行くのに相当な距離を要するような地域（顕著な田舎）で供用された。 実際のところ、キッドハックと同様、トラックの荷台を拡張し、幌をかけただけのものにすぎなかった。

#### ガラス窓車
ウェイン・ワークスは、1920年代初頭という極めて初期に手巻式カンバス製カーテンの代わりにガラス窓を採用した事業者の一つであるが、実際はギリッグ・ブロスがそれより以前にすでに開発から特許の取得まで至っている。「カリフォルニア・トップ」の名で知られたギリッグ・ブロスの意匠は、一定幅に窓枠で区切られ、上下開閉機構も付いた窓と、わずかにカーブし補強された金属製屋根が特徴である。一方で、1930年代まで、ほかの事業者はカーテン式窓を採用し続けた。1930年、ウェインはオール金属車体のスクールバスの生産を開始し、クラウン車体も1932年、金属車体の「クラウン・スーパーコーチ」でウェインに続いた。スーパーコーチは76人乗りと、当時では最大定員を誇る車両であった。

### 工業規格化 (1930年 - 1945年)

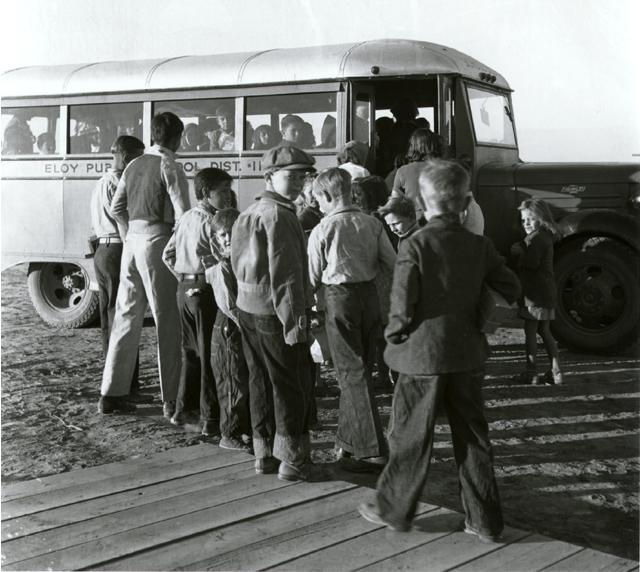
1930年代後半のスクールバス

1930年代、スクールバスはワゴンやトラックなどといった単なる既存の乗り物の改造に過ぎないものから、一つの乗り物の種類へと進化した。ギリッグ兄弟の「カリフォルニア・トップ」はスクールバス産業の拡大に一役買うこととなった。スクールバスが自動車産業の一つの分野として一般的になるにつれ、各メーカーが独自に金属製車体の生産を行うようになった。

#### 大量生産へ
スクールバスは注文生産が一般的であることから、大量生産は難しかった。また、スクールバスが一つの自動車の形式として発生したものの、広汎性のある工業規格がまだ設定されていなかったのである。
1939年、農村部教育のエキスパートであるフランク・W・シール博士によって結成されたコロンビア大学教員協会の会議にて、スクールバスは大きな変化を遂げた。会議には公共交通関連の役人や車体・シャシー製造会社の代表、塗料会社が参加した。その会議では、スクールバスの全部位に関して、外観から座席の配置まで全44の標準規格が定められたが、その規格の多くは各車体メーカー間の一貫性を生み、当時の大規模生産と同程度の製造コストや煩雑さの大幅な軽減につながった。
また、北米文化の中で今なおスクールバスを象徴する車体の標準色「スクールバス・イエロー」もこの会議の中で制定された。詳細はスクールバス・イエロー。

### 戦後 (1945年-1980年)

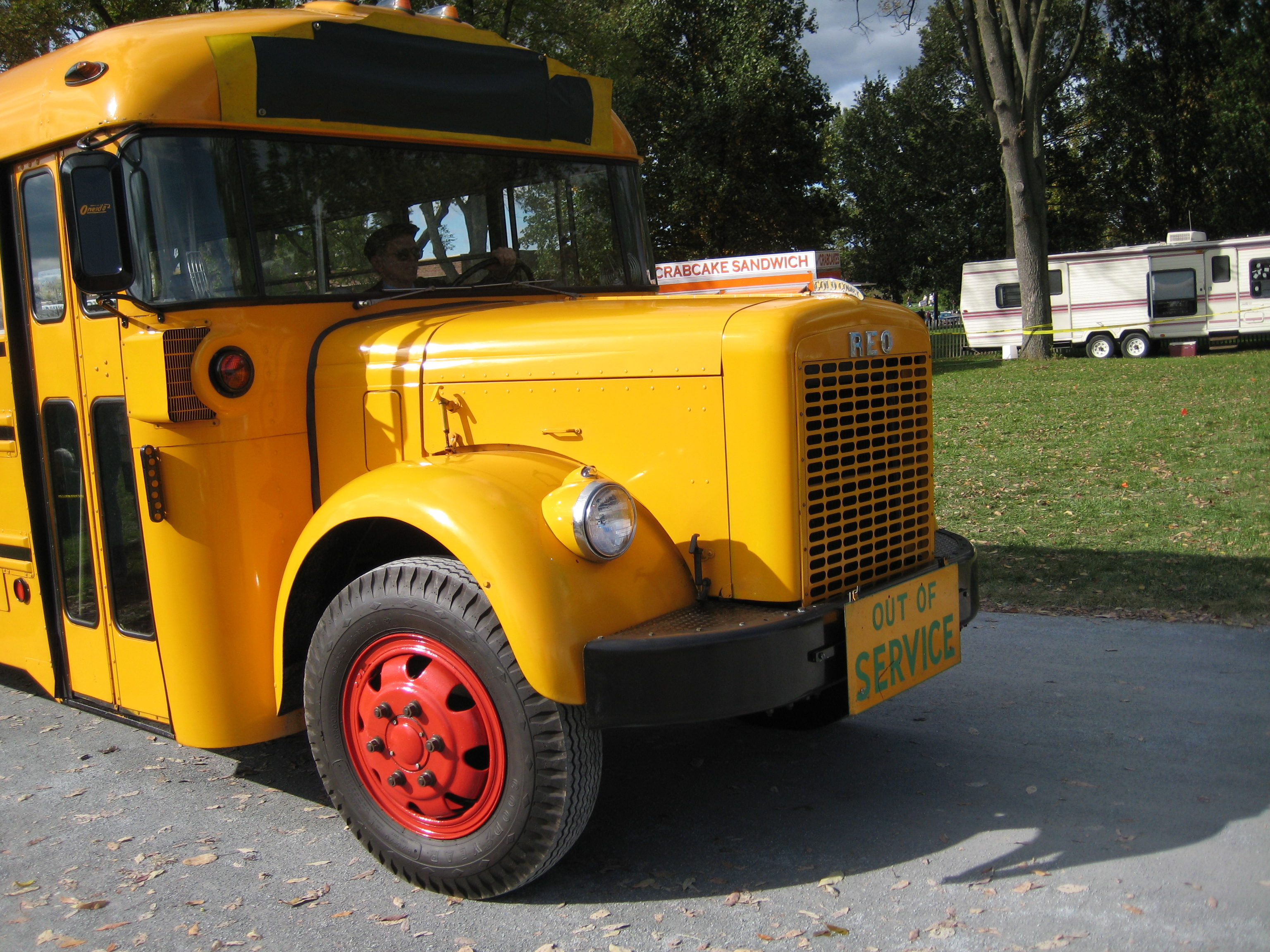
レストアされた1950年代のスクールバス

第二次世界大戦後、ベビーブームにより急速な人口の増加がみられ、即座に学校の建設を追い越すペースとなった。これに伴って都市でも田舎でも、スクールバスの需要が急増した。
スクールバスが当初の農村部地域の輸送を担うものから、都市内や近郊など人口密集地域でも使われるようになるにつれて、従来のスタイルから発展し、定員や操縦性を改善した「箱型スクールバス」、特別支援生徒の送迎や、狭隘路の運行に適した「小型スクールバス」の2つの新しい形態が生まれたが、トラックのシャシーを用いた従来型のスクールバスも多くの運行者によって以後数十年間引き続き使用された。

#### 箱形車

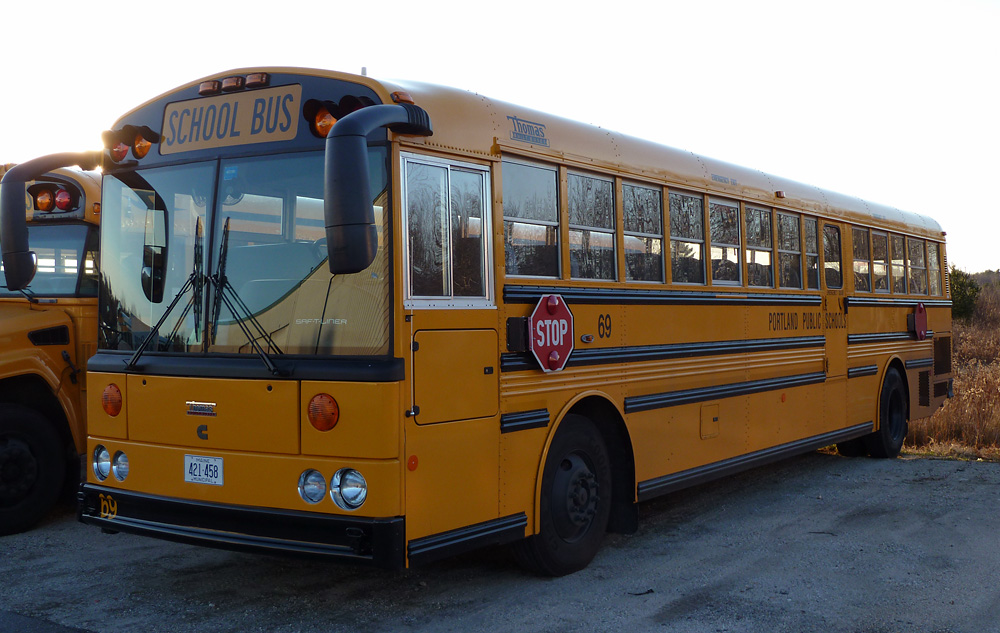
箱型車体（D型）の車両

1930年代、クラウン車体、ギリッグ・ブロス、ウェイン・ワークスをはじめとするスクールバスメーカーは、大量輸送用に供される公共交通としてのバス（トランジット型）に影響を受け、前面が平坦なデザインのスクールバスを開発した。現在の命名法の下では「D型スクールバス」として知られる。
前述の通り、クラウン車体は丈夫で多定員な初の箱型スクールバスを1932年に設計し、「スーパーコーチ」と名付けた。これは、多くのカリフォルニア州の校区が丈夫な乗り物を必要とする土地事情にあったためである。 
1948年、ブルーバード社の創設者アルバート・L・ルースは現在のブルーバード・オールアメリカンの祖である箱形車両を、1959年、ギリッグ・ブロス社はのちに西海岸の代表的スクールバスであるギリッグトランジットコーチ・スクールバスとなる、リアにディーゼルエンジンを搭載した箱形車両を開発した。
クラウン車体により1932年の時点でD型は登場していたものの、実際に広く使われるようになったのは第二次世界大戦後のことである。 1950年代、ベビーブーム時代に生まれた子供たちは入学し、生徒数は急増した。これにより校区はより細分化され、スクールバスの必要な台数も増加した。この解決策として呼び声がかかったのが箱形のD型車である。その形状を生かして定員を最大97人にまで増やし、車両の台数を減らすことによって、トータルの整備回数と運転士数をへらし、スクールバス購入にかかるコストも抑えた。結果として1950年代はD型の生産が急増したが、21世紀となった現在でも、トラックのシャシーを用いた従来型（C型）がアメリカ合衆国のスクールバスを席巻している。 

#### 小型車

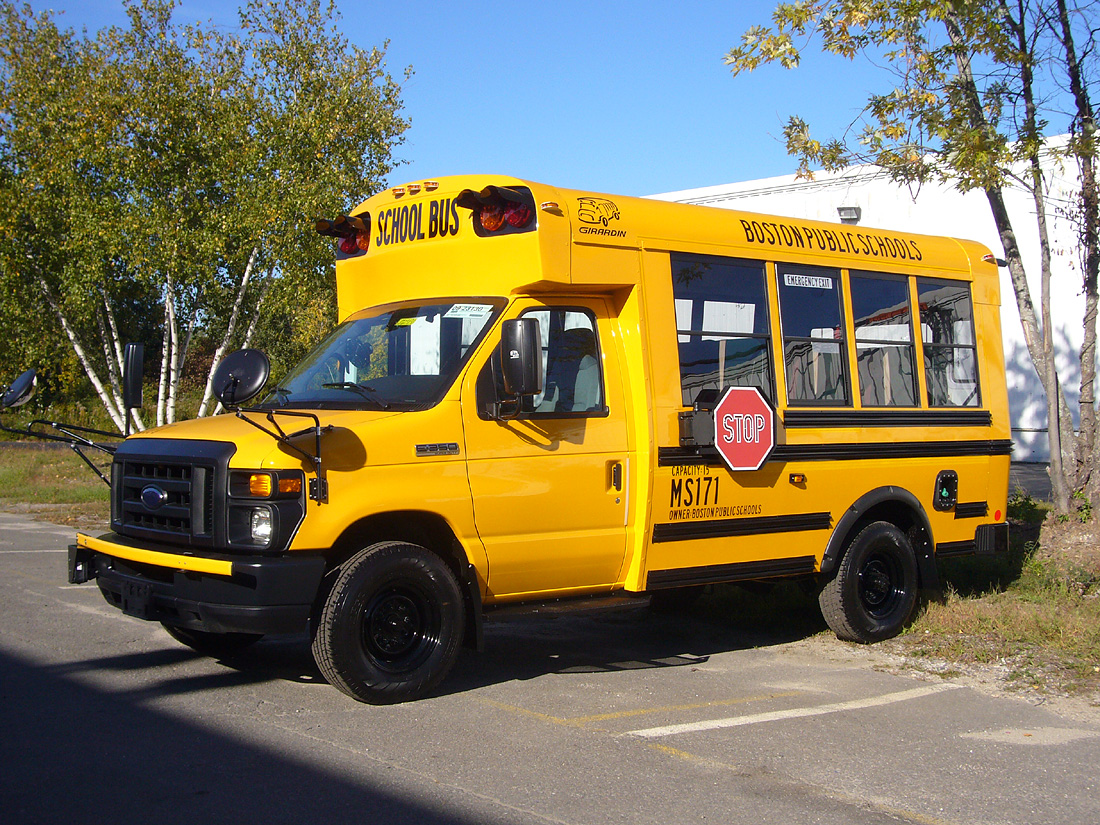
小型（A型）車

1960年代初頭、従来型のスクールバスは、メーカーがシャシーをピックアップトラックのものから中型トラックのものに変えたことにより、車内容量の増加が図られた。増えゆく需要によってより大型のバスが必要とされた一方で、大都市内の一部地域によっては、道路が狭隘なためにフルサイズ車による送迎が不可能な地域もあった。そこで、バンやSUVを改造して、スクールバスとしての要件を満たす車両が考えられた。1967年、最初の小型スクールバスがコリンズバス社によって発表され、ウェイン・バセット社も1973年に同様の小型スクールバスを発表した。現在A型スクールバスとして知られるバンをベースとした車両と同時に、宅配バンやステップバンなどのシャシーをベースとした「B型」も製造された。こちらはA型よりやや大ぶり（日本の中型バスほどのサイズ）で、1977年から2005年にかけて生産されたブルーバード・ミニバードがそのひとつである。
A型は主にマグネットスクールやタレンテッド・ギフテッドの生徒、あるいは聾学校の送迎に使われるが、アメリカのスラングではこのA型バスを「ショートバス」と呼び、特別支援学校のスクールバスとして嘲笑的に語られることもある。実際特別支援学校の生徒の送迎には、車いす生徒用の自動昇降機が設置された車両が用いられ、精神・身体障害児に適切な対応を行える添乗員が乗車した車両が用いられ、A型であるとは限らない。

#### 他の変化
1977年、連邦政府はスクールバスに関する多数の安全規定である「スクールバスのための連邦自動車安全規格」を設けた。これにより、多くの車種について設計が見直されることとなった。その最たるものでは、背もたれを高くし、詰め物を増やすという改良要件がある。そのほか、車体の板金も、衝突安全性を考えてより丈夫なものとするよう命じられた。
2002年、米国運輸省道路交通安全局（NHTSA)は、国会に、スクールバスの安全に関する報告書を提出した。NHTSAの研究開発課はその報告書で「合衆国の生徒は親や保護者の乗用車に乗るよりスクールバスに乗る方が8倍安全である」とした。そのほか「乗用車の致死率が1.5/1億マイル走行に対し、スクールバスは0.2/1億マイル走行である」とも述べた.。

### スクールバス産業規模の縮小 (1980-2005)
20世紀末に近づくにつれ、経済的条件の多様化がスクールバス産業に影響を与えた。スクールバスの変化に合わせ、製造サイドも同様に変化を遂げた。

#### 「6強」の終焉

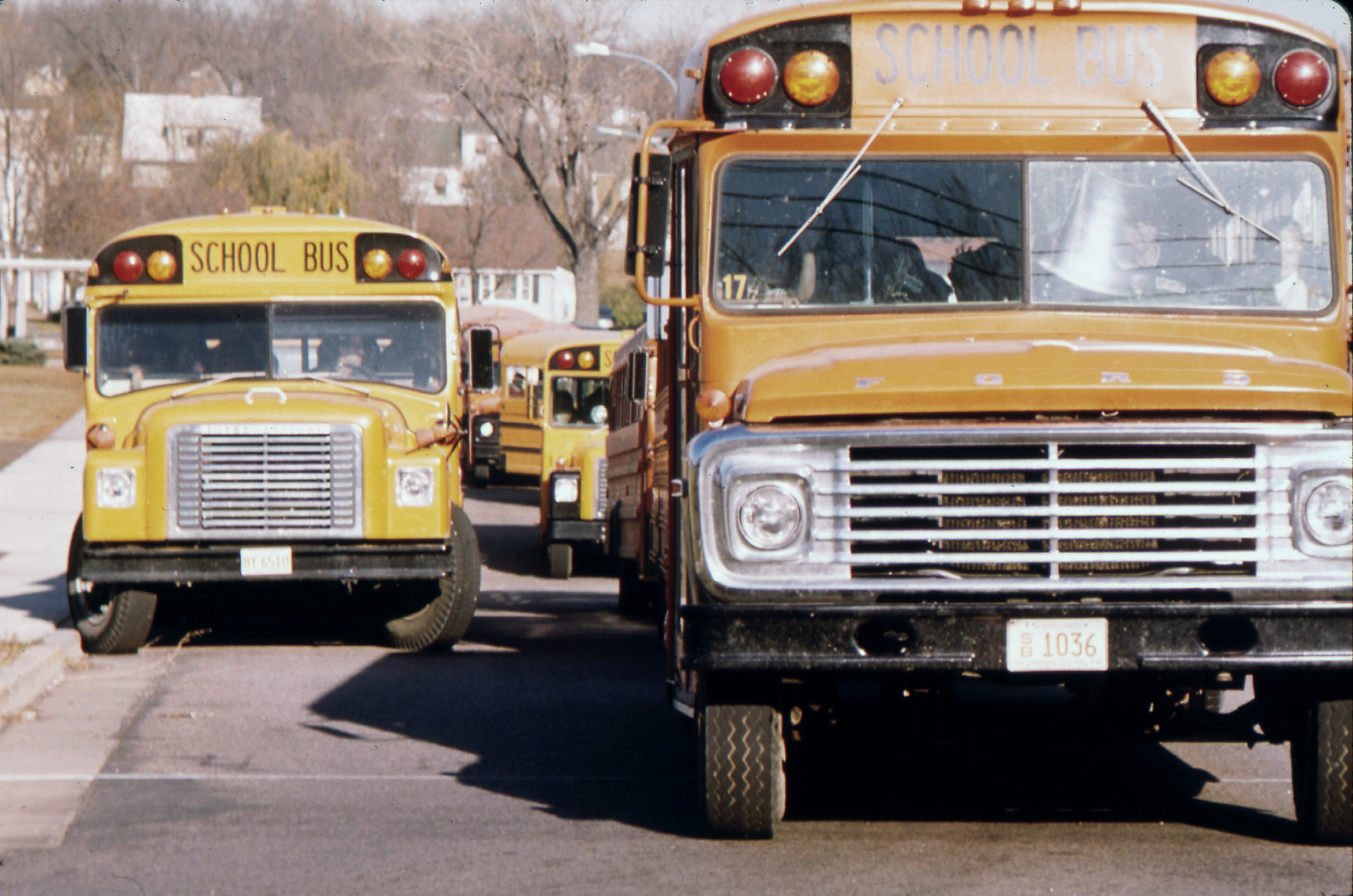
6強が製造した2種類のC型車。写真左がウォード製、右がウェイン製（1970年代中期）

「6強」と謳われた1980年時点の北米の主要スクールバス車体製造メーカーは以下のとおり。
- ブルーバード車体
- カーペンター車体
- スーペリア・コーチ
- トーマスバス製造
- ウェイン
- ワォード車体製造

西海岸向けにスクールバス製造を行っていたクラウンとギリッグに加え、トラックを製造するフォード、GM、インターナショナルハーベスターから供給されたシャシーに架装する車体の製造を行っていた「6強」が存在していた（コーチビルダー）。
ところが1980年代から1990年代にかけ、破産したり買収されるメーカーも出てきた。この間にスクールバス製造業に新たに参入する業者はほとんどいなかったが、その一つ、フライトライナー・トラックスは、90年代後半にシャシーの提供を行った。「6強」と並び称されたものの内、2005年までに残存しているのは、ブルーバード、トーマス、ICコーポレーション（ウォード→アムトラン→ICコーポレーション）の3つのみである。

#### 他の変化
1970年代に起きたオイルショックの影響で、省エネ性能のスクールバスの開発が始まった。1980年代、各メーカーは各型に対し、オプションとして、出力や燃費でガソリン車に圧倒的に勝るディーゼルエンジンタイプも選択できるようにした。この当時スクールバスはガソリン車が主流で、ディーゼルエンジンはD型車にのみ搭載されるものであった。1986年、ナビスター・インターナショナル社が初めてガソリンエンジンを搭載しないことを前提としたシャシーの開発をしたのをきっかけに、他社も追随し、1990年代中期までには、フルサイズ車体のガソリン車は完全にディーゼル車によって置き換えられた。
その他、1980年代より、運転手のために操作性を高める改良も多々施された。
- 渋滞が多い地域向けのオートマ車の導入
- 人間工学に基いたインパネ・計器類の配置
- 視界やハンドル操作性の改善

とくに人間工学に基づいた改良はウェイン・ライフスター社によって行われ、その技術を用いたブルーバード・TC/2000と
トーマス・セイフティーライナーMVPも予想をはるかに上回る売り上げを博した。1996年にはアムトラン社が初の低コスト・リアエンジンドライブ式の車両インターナショナル・3000（アムトラン・RE）を発売した。
2001年、カーペンター社の事業終了後、ゼネラル・モータースとフォードもフルサイズのスクールバス製造からだんだんと遠のいて行った。カーペンター社が1998年に最後のバス用シャシーを製造した後、ブルーバードにシャシーを提供するというフォードとの合意は2002年に破棄された。シャシーの提供先が見つからなくなったGMも、2003年にフルサイズバス用のシャシーを製造したのが最後となった。今日、GMとフォードはA型車のシャシー供給のみを独占的に行っている状態である。

### 新時代 (2005年以降)
1980年代～1990年代にかけてのスクールバス製造会社の統合はその業界のあり方を変えるものであった。過去、スクールバス製造会社は、買い手が指定したシャシーに自社の車体を載せるという業態を取っていたが、その後の合併や買収でメーカーが組み立てられる組み合わせは減少していった。選択肢は大幅に削られたものの、これがスクールバスの製造革新につながっていった。

#### フルサイズ車

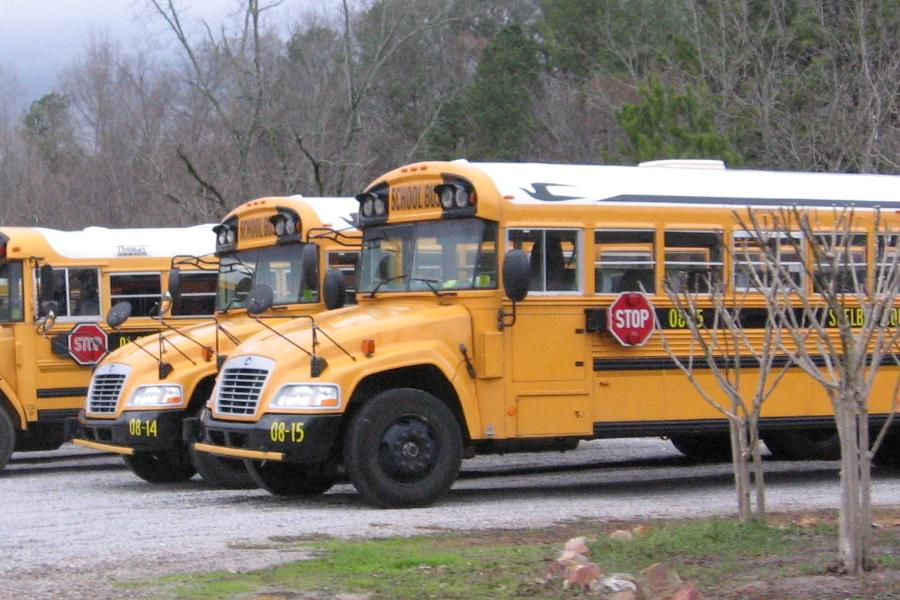
ブルーバード・ビジョン

もともとC型車は他車が製造したシャシーに車体を架装する形で製造されていたのだが、2004年、ブルーバードは初めて、一社完結型製造の車種を発表した。それがブルーバード・ビジョン（外観はオールアメリカンと同一）である。シャシーは専門の会社によって設計され、その製造は自社の工場で行っている。
同年、トーマスバス製造もセイフティーライナーC2を発表した。外観はフライトライナー・M2ビジネスクラスと似ているが、C2は車体とシャシーが一体的に設計されている。ビジョンもC2も、実際は出入口ドアまわりの視界の改善のために発表された車種である。
2008年、オールアメリカンの新デザインが2010年モデルとして発表され、これまで45年間のブルーバード製スクールバスのデザインを覆すものとなった。これに伴って、他の車種も若干の変更が加えられた。
2011年6月、ケベック州サン・ジェロームに本社を置くライオンバスがスパルタン・モータースの分離子会社、スパルタン・シャシー社と提携を結び、合衆国のスクールバス製造業に参入した。2社はC型スクールバスの製造に関する協定を結んだ。ライオンバスは、コーベイル・バス社の前社長と前上級ボードアドバイザーによって設立された。コーベイル・バス社はもともとシャシーから車体までの製造を行うスクールバスメーカーであったが、2007年、コリンズ産業により買収されて廃業となった。

#### 小型車
小型バスの製造においては、2000年代末期に大きな変革を迎えた。ゼネラル・モータースが1990年代後半にP型シャシーの生産を終えると、既に減少傾向にあったB型車はほとんど見られなくなってしまった。実際のところ、小型スクールバスはすべてA型車となり、GMとフォードだけがシャシーの提供会社である。
A型スクールバスの単独製造メーカーでは最大級のコリンズ・バス社は、前述の通り2007年、カナダのスクールバスメーカーであるコーベイル社を買収した。コーベイルはコリンズの子会社となり、オハイオ州に拠点を置くミッドバス社と併合され、全製造ラインはカンザス州にあるコリンズの工場に統合された。
過去十年の間に、小型スクールバス製造業に参入したことで、様々な面から成功を収めた小規模の会社も存在する。その代表的なものに、スタークラフトバス社とトランステック社があり、いずれもまだ拡大を続けている。また、2009年後半、ブルーバードとジラルダン・ミニバスは合弁事業を開始したが、ブルーバードはフルサイズ車の製造開発に専念するべく、カナダにおけるジラルダン製品の製造のことも考えて、1975年より継続されてきたA型スクールバスの生産ラインを終了させた今日では、ブルーバードはフルサイズ車のみを製造している。

#### 他の変化

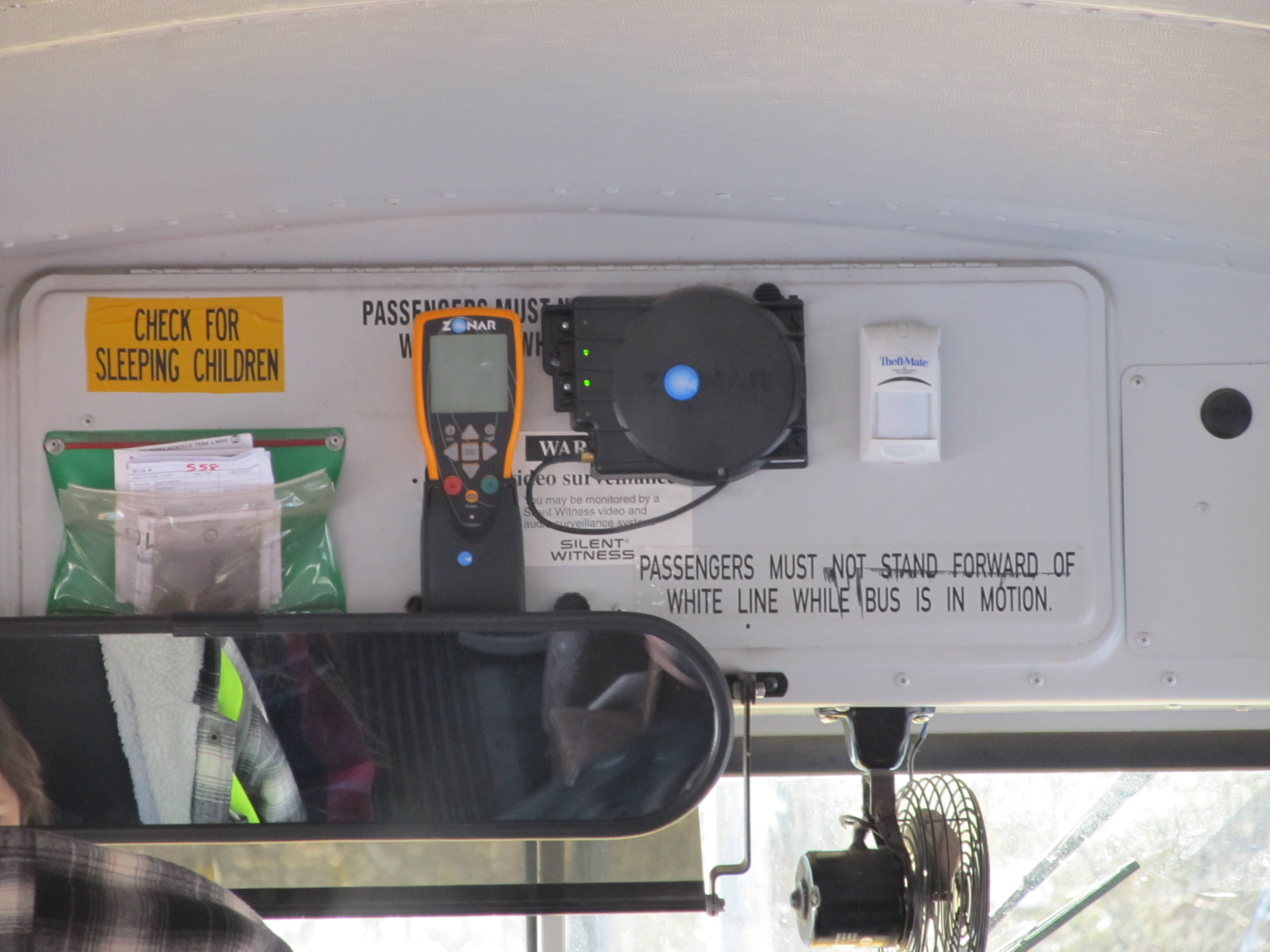
ゾナーGPSのトラッキング装置（写真中央）

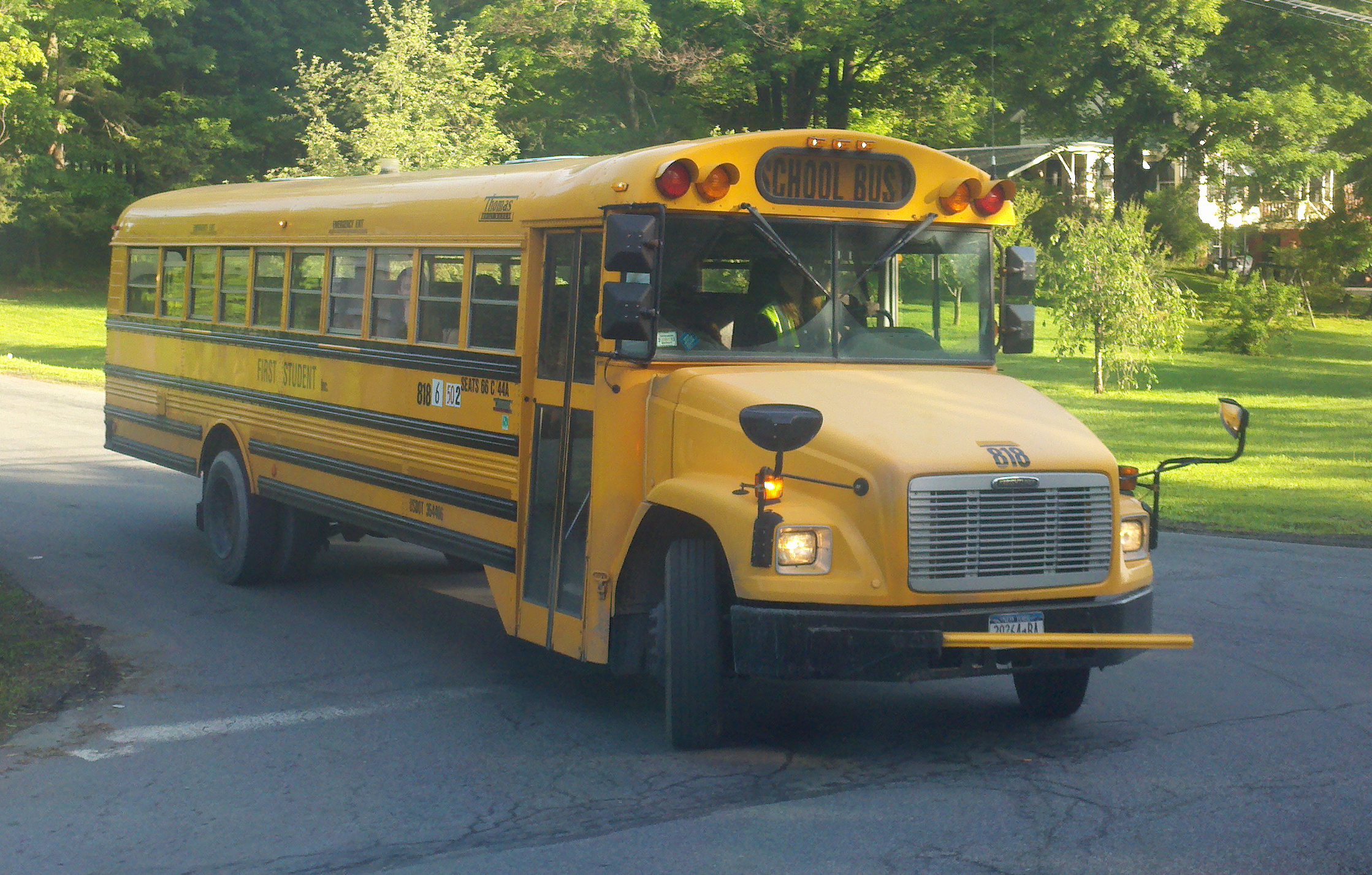
バンパーに遮断機が取り付けられたスクールバス

2000年代後半には、スクールバスの環境性能や安全性能を向上させるべく、様々な新しい改良が施されるようになった。従来のディーゼル車に加え、ディーゼルハイブリッド車が発売されたり、3点式シートベルトが採用されるようになるなどした。また、車両前部の遮断機は1990年代後半には既に使用が開始され、多くの校区で導入された。その他、保護者にバスの位置情報を随時伝えるためのGPSトラッキング装置や、誤って生徒が車内に残ったまま入庫することを防ぐ警報装置も導入されるようになった。

## 製造
スクールバスメーカーは二次製造業者であることが多いが、車体とシャシーが同一の会社で製造された車両も存在する。特に、D型は車体とシャシーが同一である方が一般的である。また、2013年には北米だけで3万6073台のスクールバス（前年比112.6％）が販売された。

### 北米における製造事業者
アメリカ合衆国では現在、以下6つの事業者がスクールバスの製造を手掛けている。
- 大型のみ
  - ブルーバード
    - 小型車の製造はカナダのジラルダンに委託
- 小型のみ
  - コリンズ産業
  - スタークラフトバス
  - トランステック
- 大型、小型の両方
  - ICバス
  - トーマスバス製造

このほか、カナダのライオンバスが、カナダとアメリカ合衆国向けにC型フルサイズ車の生産を行っている。
過去、ブルーバード、トーマス、ウェインなどといった一部の事業者はカナダにも生産拠点を持っており、カナダとアメリカの間で互いにスクールバス車両の輸出入を行っていた。

### スクールバスの形式
北米では、スクールバスは4つの車体区分のもとで生産されており、それぞれトレードネームとアルファベットで区分される。北米のすべてのスクールバスは標準床が採用されている。
アメリカでは車体寸法の最大値が決められており、全幅102インチ（約2.6メートル）、全長45フィート（約13.72メートル）までとされている。この規定にのっとり、現在スクールバスは最大90人まで乗車できるような設計がされている。
スクールバスの車体規格区分
- A型 (小型)
(トランステック製)
- B型 (中型)
(IC・BEシリーズ)
- C型 (標準)
(ブルーバード・ビジョン)
- D型 (箱形)
(トーマス・セイフティライナーHDX)

写真はすべて同年代のモデル

## 安全
1939年に最初のスクールバスの規格が作られて以降、幾度かの改正を受けてより厳格な規格となっていく中、各州、連邦政府ともにその変化に対応してきた。公道上での安全優先権は高く設定され、現在では生徒の乗降の際に車体側面に一時停止標識が出るほか、乗降中であることを示す点滅灯も取り付けられている。
また、その大柄な車体のために、運転手から見て乗降客や周囲の歩行者を危険にさらすような死角も多い。こうした状況を改善するために、設計や規格を見直し、客席窓、フロントガラス、車体、ミラーなどといったものは出来るだけ大きなものを取り付けるようになった。更に、スクールバスの車体は多数の非常口が備え付けられ、横転・衝突時にも車内を守るロールケージ構造となっており、万が一の場合でも速やかに車外へ避難できるようになっている。シートベルトの着用についても論争があり、米国家運輸安全委員会では、シートベルトを着用していなくても自家用車よりは安全であるという見解である。

### 構造的要素
北米大陸においてスクールバスが一つの乗り物の形式として認められる一方で、大事故の際の車内の安全が懸念されるようになってきた。幾度かの大規模なスクールバスの事故により、車体のジョイント接合部に構造的な脆弱性があることが分かったのである。その結果1930年代からは縦向きに組み込まれた鋼柱が安全の要となり、フレームに補強鋼板と鋼柱がリベットなどで直止めされる形式となっていった。
1967年、自動車衝突安全テストにバスの項目が追加されると、ウォード車体製造は、当時のバス車体の構造では横転時に鋼板そのものが破断を起こすことを突き止めた。それに加え、他社はウォードに比べて鋼板の固定箇所が少ないということも明らかにした。対照的に、ウェインは自社車両の衝突安全テストの結果から、固定部分の数に関係なく車体のジョイント接合部が脆弱部位となると発表した。結局、補強鋼板の継ぎ目の強化のためには、プレス加工を広い範囲に、少ない個所に用いるのが最も良いとされた。完全な一枚板とするのは難しいかったものの、メーカーによって、スクールバス車体の補強鋼板の継ぎ目は出来る限り減らされた。21世紀になると、補強鋼板の接合に接着剤を用い、リベット止めの個所を最小限に抑えた新型トーマス・セイフティライナーC2が登場した。2012年には、車体寿命に大きな影響を与える腐食を軽減する合成補強板を採用したライオンバス・360ディグリーが登場した。
スクールバスの構造的完全性が注目されたことで、連邦自動車安全基準のスクールバスの項目に次々と規格が追加されていった。多くが1977年4月に設定されたものだが、いずれも現在まで適用されてきている。
こういった全国的な新しい規格は、設計だけでなく、安全性能についても大きな変化をもたらした。現在でも、アメリカ国家道路交通安全局やカナダ運輸省を筆頭とし、バス産業全体や市民団体などの尽力により、さらなる安全の維持、向上が図られている。
| 規格                                                     | 発効年月日   | 内容 |
| -------------------------------------------------------- | ------------ | --- |
| 規格第217号 - スクールバス非常口と窓の脱出用機構について | 1973年9月1日 | This established requirements for bus window retention and release to reduce the likelihood of passenger ejection in crashes, and for emergency exits to facilitate passenger exit in emergencies. It also requires that each school bus have an interlock system to prevent the engine starting if an emergency door is locked, and an alarm that sounds if an emergency door is not fully closed while the engine is running. |
| 規格第220号 - スクールバス横転時の車体保護               | 1977年4月1日 | This established performance requirements for school bus rollover protection, to reduce deaths and injuries from failure of a school bus body structure to withstand forces encountered in rollover crashes. |
| 規格第221号 - スクールバス車体ジョイント接合部の強化     | 1977年4月1日 | This established requirements for the strength of the body panel joints in school bus bodies, to reduce deaths and injuries resulting from structural collapse of school bus bodies during crashes. |
| 規格第222号 - スクールバス乗客の着席と横転時の保護       | 1977年4月1日 | This established occupant protection requirements for school bus passenger seating and restraining barriers, to reduce deaths and injuries from the impact of school bus occupants against structures within the vehicle during crashes and sudden driving maneuvers. |
| 規格第301号 - スクールバスの燃料                         | 1977年4月1日 | This specified requirements for the integrity of motor vehicle fuel systems, to reduce the likelihood of fuel spillage and resultant fires during and after crashes. |

### 視覚的要素

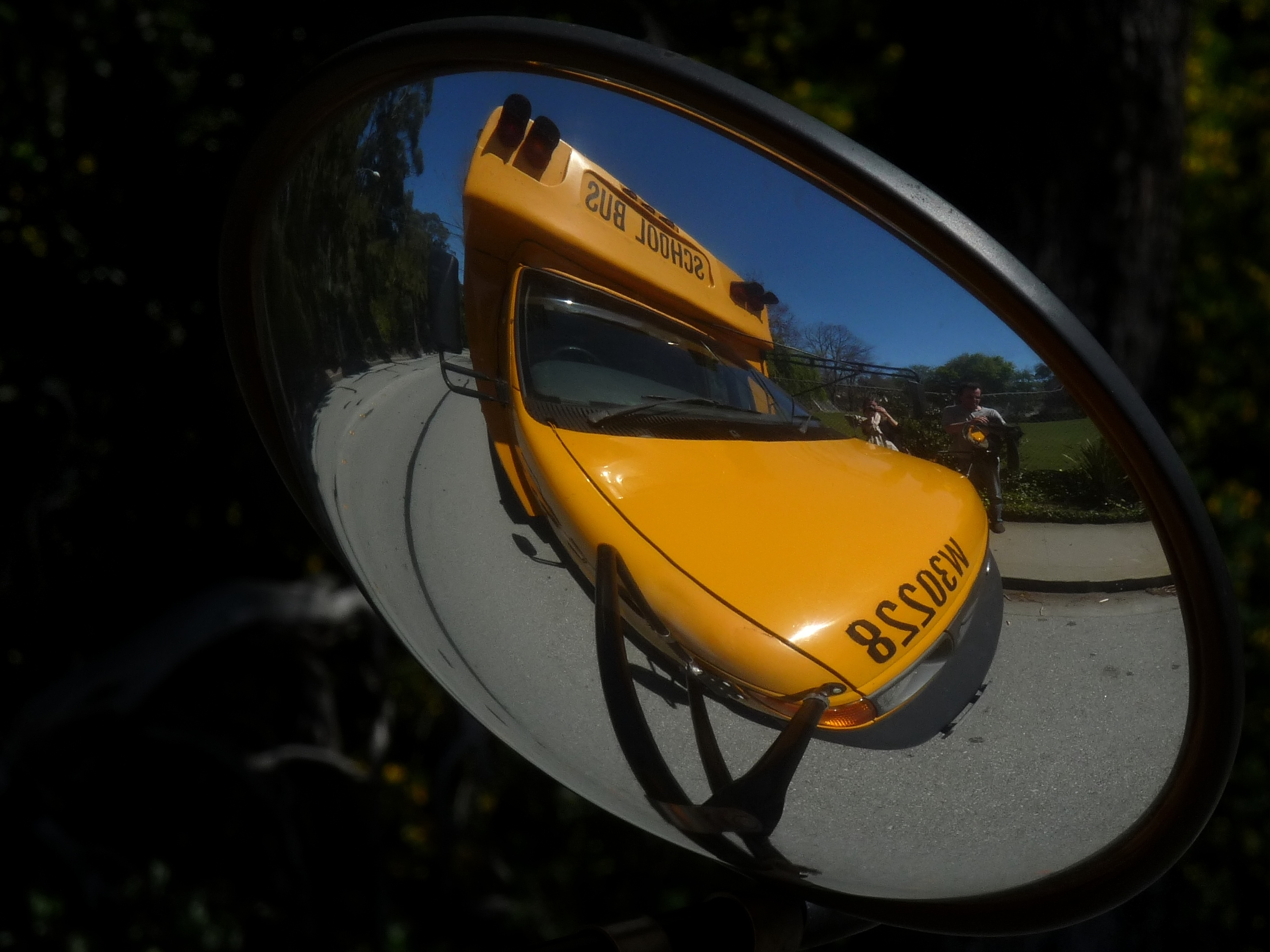
車体に近接している場所が見渡せるミラー

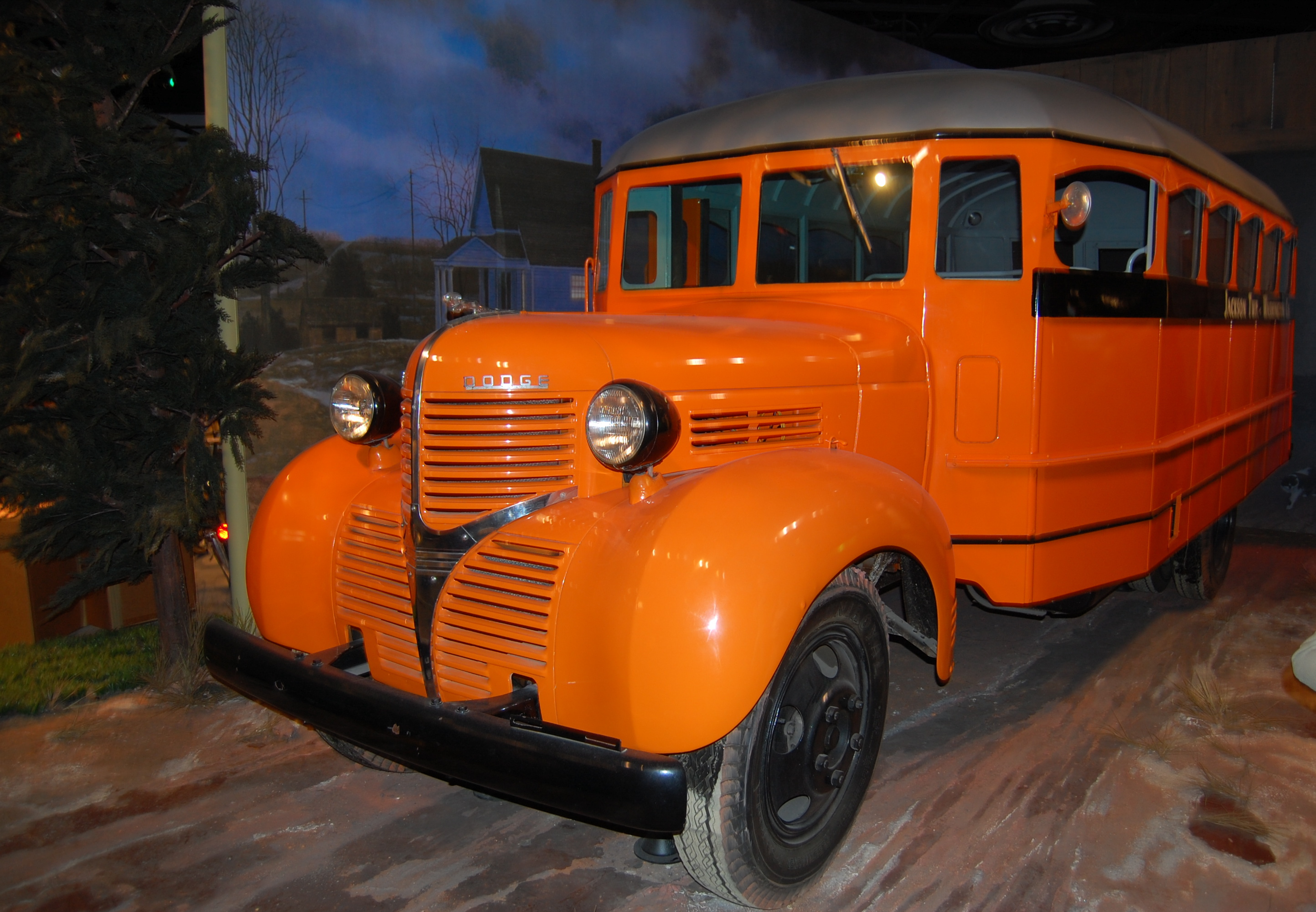
スクールバスイエロー制定前のオレンジ色のスクールバス（1939年製）

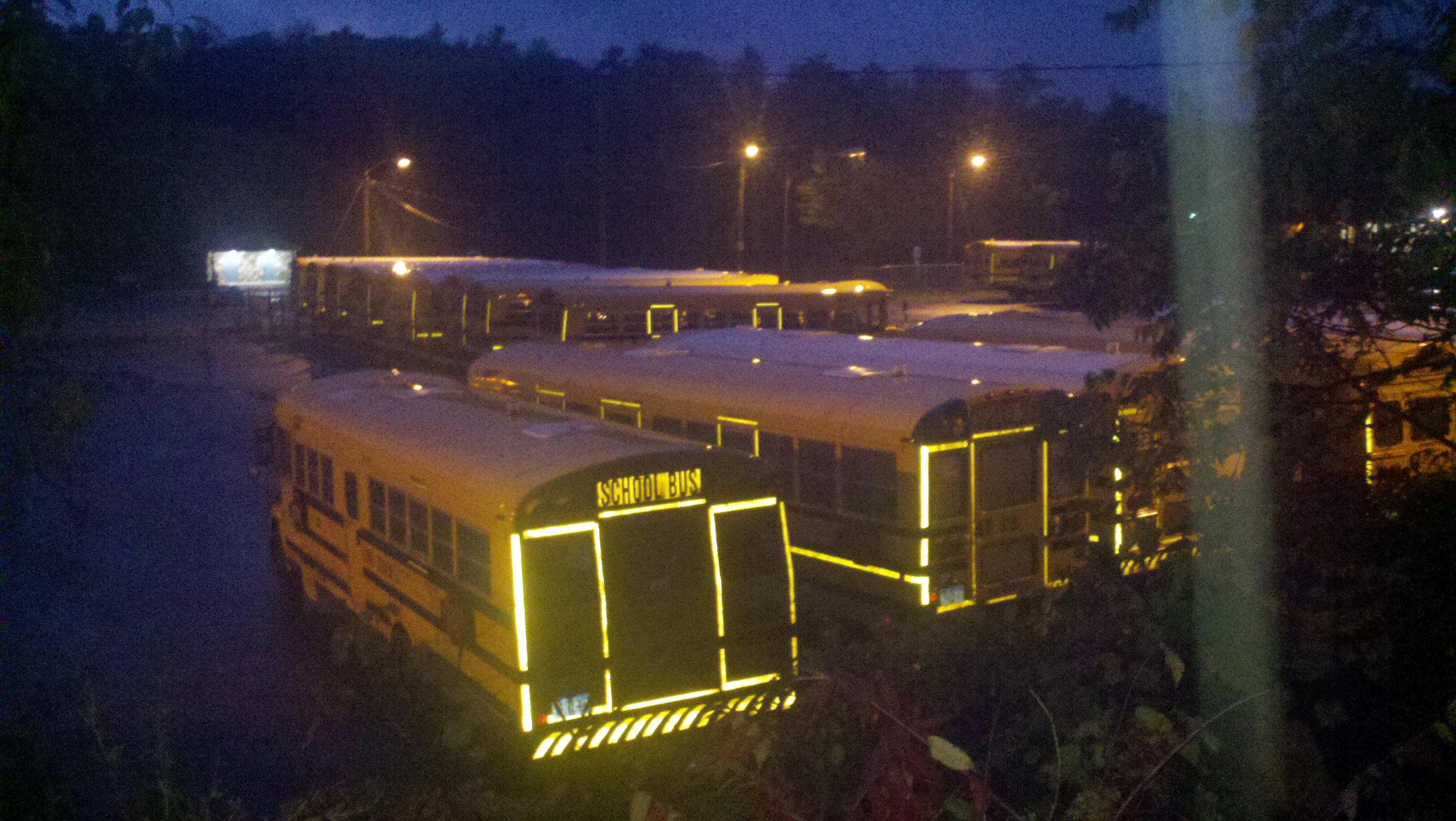
車体後部の反射テープ

運転手にとっては走行中の安全だけでなく、乗降中の安全も重要となる。大きな車体が生む死角はそういった安全を妨げるものであり、乗降する生徒だけでなく、近くを歩く歩行者にとっても、運転手が車体周囲をくまなく確認できることが運行の安全で大変重要な要素である。実際、アメリカ合衆国では、スクールバス乗降時の死亡事故の2/3はスクールバスそのものによって引き起こされている。
こういった問題を撲滅すべく、スクールバスは一般の車両とは大きく違った車体ミラーの装備を有す。スクールバス設計において死角の減少は最重要課題であり、年式が新しい車両ほど窓やミラーは大きく、死角は少ない傾向にある。

#### スクールバス・イエロー
1939年4月、コロンビア大学大学院教育学院教授フランク・W・シール博士が開いたスクールバスの全米標準策定に向けた会議にて、"夕暮れや早朝でも最も見やすく、車体のレタリングとの対比も容易"な色であることから、黄色が「スクールバス・イエロー」として北米スクールバスの標準色に選定された。
現在、この黄色は世界的にスクールバスの意匠として認知されており、代表的なものでは、アメリカ合衆国の「National School Bus Glossy Yellow」や、カナダの一部地域の「クローム・イエロー」がある。
また、北米大陸外にて、特に国家的に定められたものではなくとも、スクールバスを黄色とする場合もあるが、基本的には地域の事情に合わせて白やオレンジなどといった色で統一されることが多い。

#### 反射材
農村部では、悪天候時や早朝など、視界が利かない場面での運行も少なくない。そのため、他車からの視認性を確保すべく、スクールバス車体後部に反射テープを貼るよう取り決めをしている州（コロラド州など）もある。反射テープの寸法については州ごとに違うが、後続車のヘッドライトに照らされることでスクールバスの位置や大きさを把握できるように貼ることが取り決められている。
連邦自動車安全標準第217号では、非常口に黄、白、赤のいずれかの色の反射テープを貼ることを命じている。これは、暗がりの中での事故でも救助を円滑に行うためである。カナダでも同様だが、赤色の使用ができない。

### 法規的要素
車体上部には赤と黄色の点滅灯が、車体左側（右ハンドル車は右）には一時停止標識が設置されている。いずれも運転席から操作可能で、スクールバスが停車する直前、後方の車両に注意を促すために黄色いランプが点滅し、完全に停車しドアを開くと赤いランプが点滅し、一時停止標識が開く。
この際、後方を走る車両は黄色灯が出た時点で減速し、車線の数にかかわらず(州によって異なる)追い越しをしてはならない。対向車両についても中央分離帯がない限りは同様で、スクールバスが対向車線に停まっている場合、スクールバスより先へ進んではならない。(ニューヨーク州など一部の州では中央分離帯があっても停止しなければならない)